# Aygene
Aygene är ett sandområde i Kazakstan.   Det ligger i oblystet Sydkazakstan, i den centrala delen av landet, 800 km söder om huvudstaden Astana.